# Valmojado
Valmojado és un municipi de la província de Toledo, a la comunitat autònoma de Castella la Manxa. Limita amb Villamanta a la província de Madrid i Casarrubios del Monte i Méntrida a la de Toledo.

## Demografia
| 1996  | 1998  | 1999  | 2000  | 2001  | 2002  | 2003  | 2004  | 2005  | 2006  |
| ----- | ----- | ----- | ----- | ----- | ----- | ----- | ----- | ----- | ----- |
| 2.325 | 2.355 | 2.374 | 2.406 | 2.421 | 2.527 | 2.624 | 2.763 | 3.024 | 3.109 |

## Administració
| Període      | Nom de l'alcalde/-essa    | Partit polític | Data de possessió |
| ------------ | ------------------------- | -------------- | ----------------- |
| 1979 - 1983  | Emiliano González Serrano | Independiente  | 19/04/1979        |
| 1983 - 1987  | Emiliano González Serrano | Independiente  | 28/05/1983        |
| 1987 - 1991  | Emiliano González Serrano | PP             | 30/06/1987        |
| 1991 - 1995  | Emiliano González Serrano | PP             | 15/06/1991        |
| 1995 - 1999  | Emiliano González Serrano | PP             | 17/06/1995        |
| 1999 - 2003  | Emiliano González Serrano | PP             | 03/07/1999        |
| 2003 - 2007  | Fernando Sánchez López    | URI            | 14/06/2003        |
| 2007 - 2011  | Arturo González Herrero   | PSOE           | 16/06/2007        |
| 2011 - 2015  | n/d                       | n/d            | 11/06/2011        |
| 2015 - 2019  | n/d                       | n/d            | 13/06/2015        |
| 2019 - 2023  | n/d                       | n/d            | 15/06/2019        |
| Des del 2023 | n/d                       | n/d            | 17/06/2023        |